# Mount Remus
Mount Remus är ett berg i Kanada.   Det ligger i provinsen Alberta, i den centrala delen av landet, 2 900 km väster om huvudstaden Ottawa. Toppen på Mount Remus är 2 688 meter över havet, eller 364 meter över den omgivande terrängen. Bredden vid basen är 2,1 km.
Terrängen runt Mount Remus är huvudsakligen kuperad, men söderut är den bergig. Trakten runt Mount Remus är nära nog obefolkad, med mindre än två invånare per kvadratkilometer.. Det finns inga samhällen i närheten. 
Trakten runt Mount Remus består i huvudsak av gräsmarker.